# Birta
|  | No s'ha de confondre amb Birtha. |

Birta (en llatí Birtha, en grec antic Βίθρα 'Bithra') era una ciutat situada a la riba de l'Eufrates en un revolt pronunciat.
No en parla cap autor grec ni llatí, i només es coneix perquè l'escriptor Zòsim (que l'anomena Βίθρα 'Bithra') la menciona quan parla de la invasió de Mesopotàmia per Julià l'Apòstata, i diu que s'hi va aturar en el seu camí a Maogamalcha. Diu que allí hi havia un castell o palau de dimensions tant grans que va poder allotjar tot el seu exèrcit.
És la moderna Biredjik a Turquia. El castell (turc Bir) és a la riba esquerra del riu per controlar el pas des de l'altra riba, i la ciutat es troba a la dreta.